# إريوفيس تيلياي
إريوفيس تيلياي أو إريوفيساء زيزفونية (بالإنجليزية: Eriophyes tiliae)‏ هي نوع من السوس يكوّن عفص ظفر الزيزفون أو عفص البوق. ينمو هذا السوس داخل عفص يحدث كيميائيا وهو تشوه منتصب أو مائل أو منحني يبرز من السطح العلوي لأوراق شجرة الزيزفون الشائع (الزيزفون الأوروبي).

## الوصف
خلال أواخر الربيع والصيف، تنمو زوائد أنبوبية يصل طولها إلى 5 مم بشكل قمعي على أوراق الزيزفون. تكون هذه العفصات خضراء مصفرة أو حمراء اللون، وقد تنمو بأعداد كبيرة، وتتواجد بشكل رئيسي في الأوراق السفلية لبعض أنواع الزيزفون الفرعية.
يبدو أن العفصات لا تؤثر على صحة مضيفاتها، ولا توجد طريقة للسيطرة عليها أو منع تواجدها.